# Занька
За́нька — пасажирський зупинний пункт Ужгородської дирекції Львівської залізниці.
Розташований у напрямку підйому на гору Темнатик Воловецького району Закарпатської області (тепер підпорядковане селищу Воловець) між зупинними пунктами Яблунів та Оса.